# Fertö-Hanság
El parque nacional Fertő-Hanság (en húngaro, Fertő-Hanság Nemzeti Park) es un parque nacional en el noroeste de Hungría en el condado de Győr-Moson-Sopron. Fue creado en 1991, y oficialmente se abrió junto con el vecino parque nacional del lago Neusiedl austriaco el mismo año. El parque se extiende por 235,88 km², y consiste de dos áreas principales.
El lago Fertő es el tercer lago por tamaño en Europa central, y el más occidental de los grandes lagos continentales salados de Eurasia. Debido a su poca profundidad y el viento prevaleciente, su tamaño y forma cambia a menudo. El lago está habitado por misgurno, lucio y Pelecus cultratus.
La zona es la casa de varias clases de aves, como la garza blanca, garza imperial, espátula y ánsar. Durante la temporada de migración aparecen diferentes especies de la familia escolopácidos. Hay aves raras como la barnacla cuellirroja, el pigargo y el gavilán rastrero. En los prados al oeste del lago pueden encontrarse plantas raras como el Cypripedium parviflorum, Ophrys insectifera, el iris húngaro y el Iris pumila y varias especies de mariposas. Mientras que las zonas de la puszta oriental están cubiertas por Puccinellia peisonis, Aster tripolium, pannonicum y Suaeda maritima.